# 나의 아름다운 친구
《나의 아름다운 친구》는 KBS 2TV에서 2006년 3월 18일에 방영된 드라마시티이다.

## 등장 인물
- 최덕문 : 찬식 역
- 박동빈
- 김수현 : 박상구 역
- 조명연
- 이풍운
- 김환영
- 박남
- 김웅민
- 이한위
- 조재완